# Cooper Landing
Cooper Landing é uma Região censo-designada localizada no estado americano de Alasca, no Distrito de Kenai Peninsula.

## Demografia
Segundo o censo americano de 2000, a sua população era de 369 habitantes.

## Geografia
De acordo com o United States Census Bureau, a localidade tem uma área de 181,0 km², dos quais 170,9 km² cobertos por terra e 10,1 km² cobertos por água.

## Localidades na vizinhança
O diagrama seguinte representa as localidades num raio de 48 km ao redor de Cooper Landing.